# Deutsche Seereederei
Die Deutsche Seereederei (DSR) in Rostock ist heute in den Bereichen Hotellerie & Tourismus und Immobilien tätig.
In der DDR war sie als Staatsreederei ab 1952 für den gesamten Schiffsbetrieb im Außenhandel verantwortlich und erreichte Ende der 1970er Jahre ihre maximale Größe mit über 200 Schiffen. Die Abkürzung DSR stand ab 1974 als Reederei und Stammbetrieb im Kombinat Seeverkehr und Hafenwirtschaft (KSH) für VEB Deutfracht/Seereederei Rostock, die somit Rechtsträger der ihr übertragenen volkseigenen Schiffe wurde, als DSR-LINES bekannte Liniendienste unterhielt und auch Mitglied mehrerer internationaler Schiffahrtskonferenzen war.

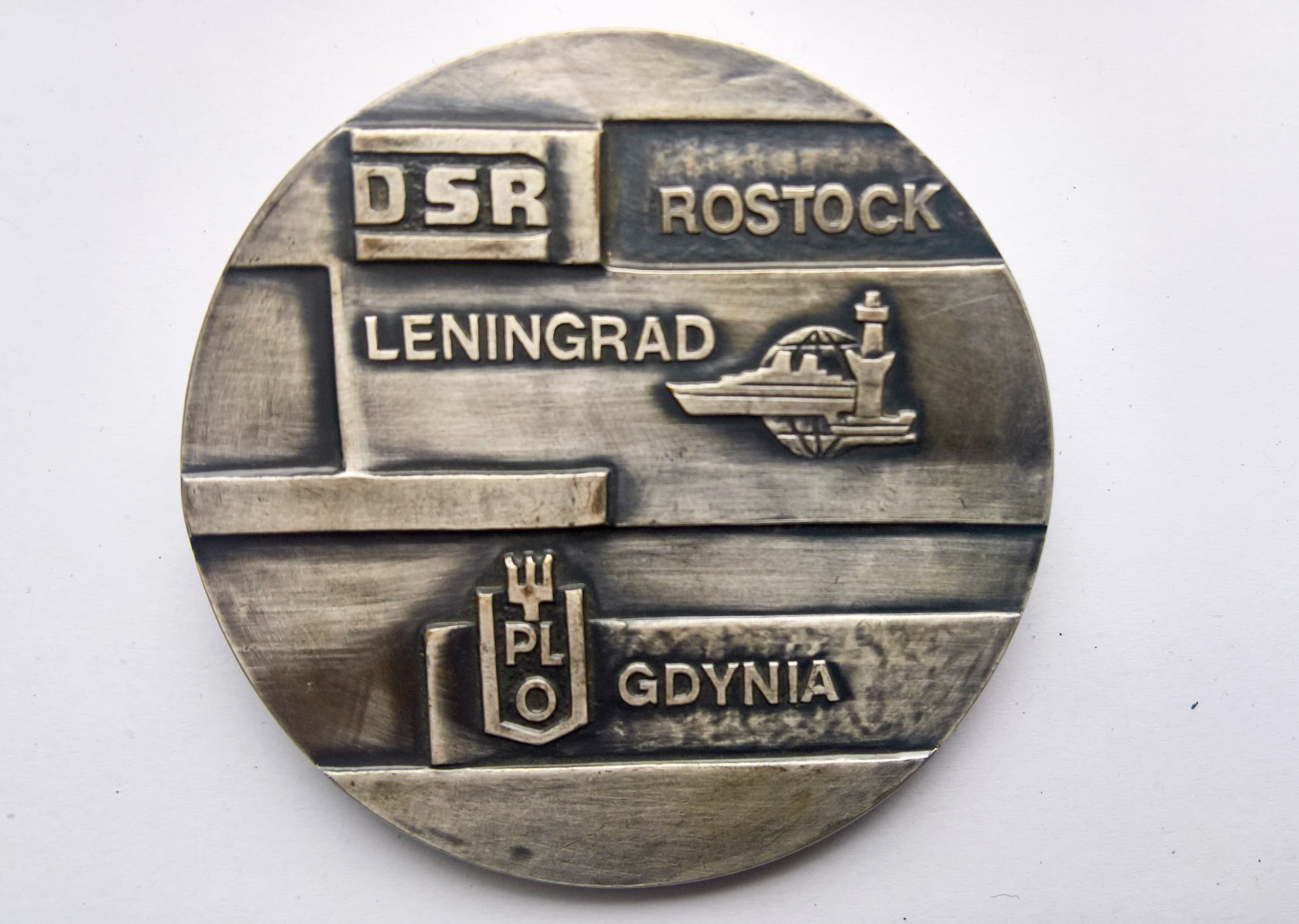
Ehrengeschenk – Deutsche Seereederei (DDR)

Im wiedervereinigten Deutschland wurde die DSR durch die Treuhandanstalt vom Volkseigenen Betrieb in eine GmbH umgewandelt und an die Investoren Horst Rahe und Nikolaus H. Schües verkauft. Durch anschließende Übertragung des Frachtschiffgeschäfts auf die Hamburger Reederei F. Laeisz sowie Ausgründungen und Verkäufe in der Folgezeit ist das Unternehmen schon seit 2009 nicht mehr im Bereich Seefahrt und Reedereigeschäft tätig. Das verbliebene Immobilien- und Hotelgeschäft steuert die DSR als Führungsholding. Der operative Betrieb liegt bei den jeweiligen Tochtergesellschaften.
Mit Stand 1. Januar 1995 gehörte die Deutsche Seereederei Rostock als DSR Senator Lines Holding zusammen mit der NSB Niederelbe Schiffahrtsgesellschaft aus Buxtehude kurzzeitig auch zum Bereich „Beteiligungen“ des maritimen Mischkonzerns Bremer Vulkan.
Nach erfolgreicher Vermarktung des vom FDGB-Feriendienst verbliebenen „Urlauberschiffs“ Arkona finanzierte die DSR einen Schiffsneubau, der als „Clubschiff“ AIDA große Bekanntheit erreichte und zur Entwicklung der heutigen Kreuzfahrtmarke AIDA Cruises führte. Nach hohen Anlaufverlusten wurde der Bereich auf Horst Rahes Arkona Touristik übertragen und im September 1999 an die britische Reederei P&O verkauft.

## Historie

### Ausgangslage
Mit der sich nach dem Ende des Zweiten Weltkrieges abzeichnenden Teilung Deutschlands und der Entwicklung unterschiedlicher Wirtschaftssysteme wurde es für das Gebiet der Sowjetischen Besatzungszone (SBZ) notwendig, die Fischerei und den Seeverkehr eigenständig wieder aufzubauen. Die Ausgangslage war denkbar ungünstig. Die Schifffahrt in Rostock hatte um das Jahr 1870 ihren Höhepunkt mit 378 Schiffen erreicht, bis 1910 war die Anzahl auf 45 gesunken und in den Jahren vor Ausbruch des Zweiten Weltkrieges beheimatete Rostock im Durchschnitt nur noch 35 Schiffe. Stralsund und Wismar waren schon in der Vorkriegszeit bedeutungslos geworden. Ursachen waren eine deutlich bessere Ausgangslage der Nordseehäfen für den Überseeverkehr, die schwache Industrialisierung in Mecklenburg und Pommern und das Festhalten an althergebrachten Unternehmensformen wie der Partenreederei, die das für Modernisierung und Wachstum notwendige Kapital nicht aufbringen konnten. Die wenigen bei Kriegsende 1945 im Hafen von Rostock verbliebenen Schiffe wurden nach der Besetzung der Stadt durch die Rote Armee beschlagnahmt, mit Besatzungen versehen und als Kriegsbeute abgefahren. Lediglich zwei Schiffe, der mit Maschinenschaden in Wismar liegende Dampfer Johann Ahrens (die ehemalige Grete Cords) mit 1.250 tdw und ein ebenfalls beschädigter Seeleichter Quistorp IV, standen noch zur Verfügung.
Im August 1950 beschloss der DDR-Ministerrat den Bau von 18 neuen Handelsschiffen zwischen 1000 und 8000 tdw. Die Johann Ahrens wurde in der VEB Volkswerft Stralsund repariert und ab dem 13. Oktober 1950 als Vorwärts durch die am 1. Oktober 1949 gegründete „Deutsche Schiffahrts- und Umschlagsbetriebszentrale“ (DSU) bereedert, die eigentlich für die Binnenschifffahrt zuständig war. Der Leichter ging ebenfalls an die DSU, lag aber in Greifswald auf und konnte vorerst nicht eingesetzt werden. Im Rahmen der Feiertage in der DDR wurde der 13. Oktober als das Datum der Indienststellung des Dampfers VORWÄRTS als das 1. Schiff der DSU nachfolgend als „Tag der Seeverkehrswirtschaft“ in die Reihe der Ehren- und Gedenktage kalendarisch aufgenommen, war aber kein gesetzlicher arbeitsfreier Feiertag.
Zur Verwirklichung des 1950 auf dem 3. Parteitag der SED von Walter Ulbricht betonten Bedeutung des Aufbaus einer neuen Hochsee-Handelsflotte der DDR wurde auf Beschluss des Ministerrates der DDR am 1. Juli 1952 die Bildung des VEB Deutsche Seereederei Rostock (DSR) mit Sitz in Rostock vom ersten Minister für Verkehr der DDR (Hans Reingruber) angeordnet und unter dem Vorsitz von Staatssekretär Karl Salomon eine Aufbauleitung gebildet, die am 10. Juli 1952 ihre Tätigkeit aufnahm. Somit wurde der VEB DSR ab dem 1. Juli 1952 zunächst durch den Staatssekretär Karl Salomon und folgende kurzfristige kommissarische Leitungen so lange geführt, bis Wilhelm Knapp am 1. Februar 1955 vom ZK der SED zum 1. Direktor der Reederei DSR berufen wurde und in dieser Leitungsfunktion zweieinhalb Jahre bis 1957 tätig war um die neue Handelsflotte mit aufzubauen.
Die Geschichte der Deutschen Seereederei inkl. Kombinat Seeverkehr und Hafenwirtschaft als Teil der Vergangenheit der Hansestadt Rostock nach dem Ende des Zweiten Weltkriegs wurde von MV1 in der Reihe Heimat bewegt durch Hans-Jörg Goldhofer mit historischen Aufnahmen in einer Zeitreise dokumentiert. Dabei wurde zunächst die Ausgangslage mit dem 1946 / 1947 gegründeten Unternehmen DERUTRA und den 1949 gegründeten Deutschen Schiffahrts- und Umschlagbetrieben im Verantwortungsbereich der Sowjetischen Militäradministration dargestellt, die in 1945 die Regierungsgewalt in Mecklenburg-Vorpommern an Wilhelm Höcker übergab. Nach Währungsreformen in Deutschland 1948 und Gründung der DDR folgten in 1950 zunächst Beschlüsse der Landesregierung Mecklenburg zum Aufbau einer volkseigenen Flotte und historische Aufnahmen des dafür zur Verfügung stehenden Seeleichters und des Dampfers wurden eingeordnet, bevor es 1952 zur Gründung der DSR kommen konnte.

### VEB Deutsche Seereederei Rostock (bis 1973)

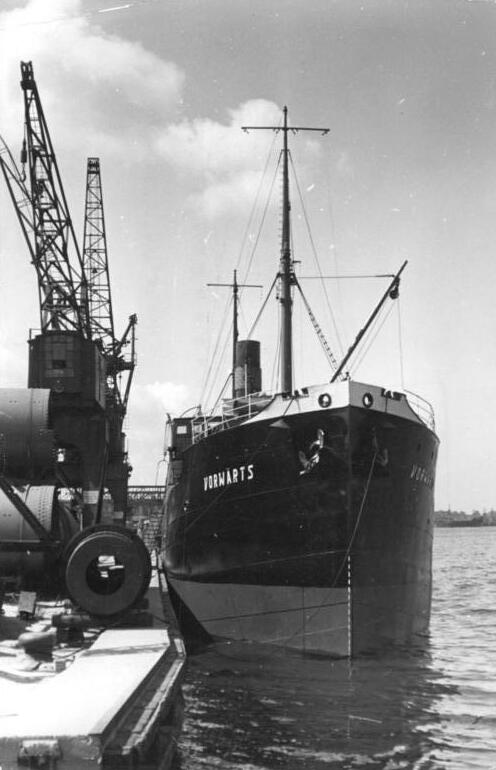
Frachter Vorwärts im Hafen von Rostock (1953)

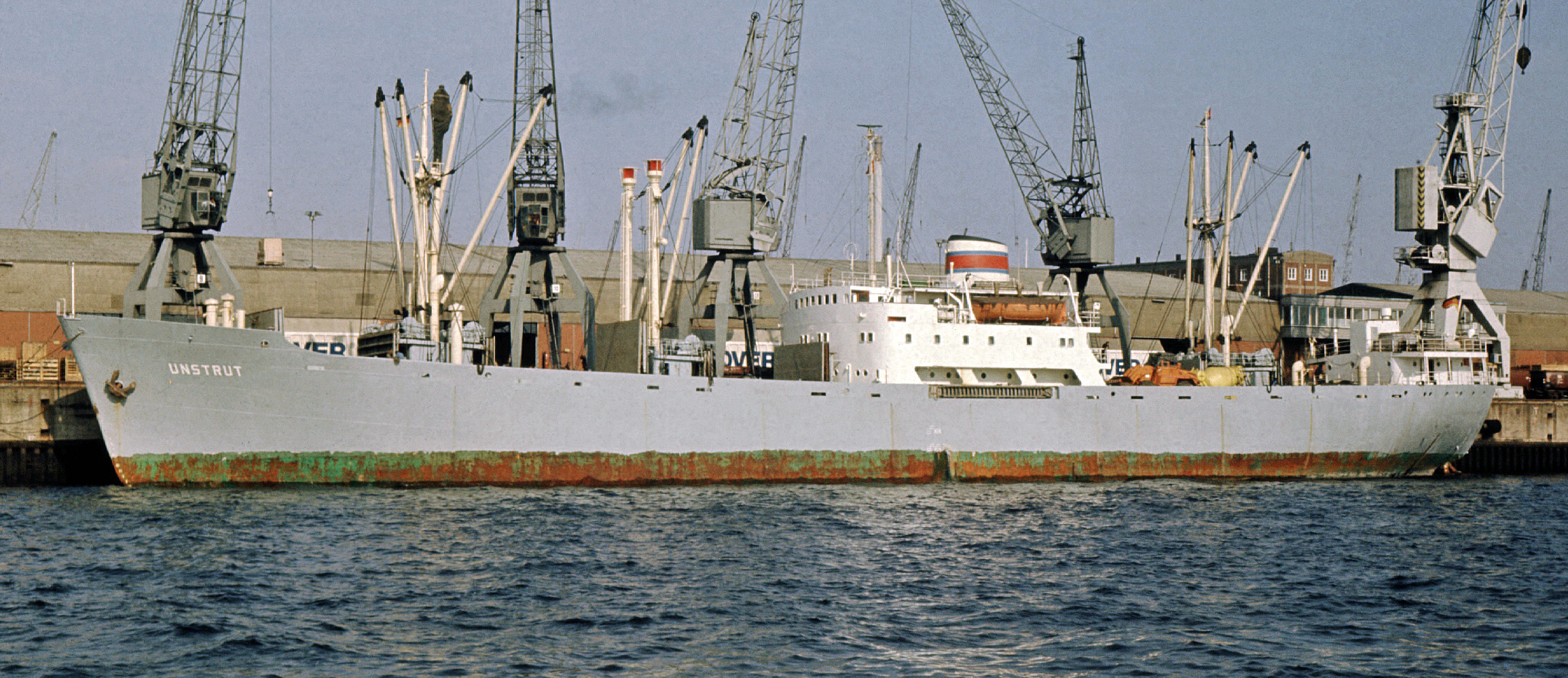
Frachter Unstrut wurde 1965 erworben

Die Deutsche Seereederei wurde am 1. Juli 1952 unter dem Namen „VEB Deutsche Seereederei Rostock“ (DSR) gegründet. Der Beginn mit der Übernahme der Vorwärts war eher symbolisch. Im Februar 1954 wurde der Dampfer mit einem irreparablen Kesselschaden aufgelegt und der Leichter, der unter dem Namen Fortschritt erst 1953 in Dienst gegangen war, musste mit Leckage am Schiffsboden an den VEB Schiffsbergung zur Metallrückgewinnung übergeben werden. Bis zum Herbst 1954 war die DSR damit eine Reederei ohne Schiff.
Im Herbst 1954 wurden als erste Schiffe die Dampfer Rostock und Wismar und im Dezember das Motorschiff Stralsund in Dienst gestellt, Mitte 1955 folgten mehrere Kümos mit je 500 tdw. Einsatzgebiete waren Ostsee, Nordsee und Mittelmeer, transportiert wurden Außenhandelsgüter der DDR. Durch den Kalten Krieg und den Alleinvertretungsanspruch der Bundesrepublik Deutschland war es am Anfang schwierig, ausländische Partner für den Handel, aber auch die Versorgung und Ausrüstung der Schiffe in ausländischen Häfen zu finden. Eine finnische Reederei machte am 1. Januar 1956 den Anfang mit einem gemeinsamen Liniendienst zwischen Südfinnland und den DDR-Häfen. Nach anfänglichem Improvisieren begann der Ausbau zu einer weltweit agierenden Reederei. Feste Liniendienste wurden nach Ost- und Westeuropa, Fernost, Mittel- und Südamerika sowie nach Afrika eingerichtet. Allein der afrikanische Kontinent wurde mit fünf festen Routen an das ostdeutsche Transportnetz angeschlossen. Seit 1958 betrieb die DSR hier – in Gemeinschaft mit der sowjetischen Baltic Shipping Company und der nationalen Schifffahrtsgesellschaft der Vereinigten Arabischen Republik – eine Linie mit Alexandria als Abschlusshafen. 1961 kam, diesmal in Kooperation mit Polish Ocean Lines und Polska Zegluga Morska, eine zweite Linie nach West- und Zentralafrika hinzu. Schon ein Jahr später folgte eine dritte Linie durch das Rote Meer, die Häfen in Ost- und Südafrika zu bedienen hatte. Zunächst alleine operierend, schloss sich die DSR hier 1967 mit Polish Ocean Lines zur Baltafrika zusammen, um ein Monopol westlicher Konferenzen auf den Transport von Kaffeebohnen zu durchbrechen. Nach 1975 sollten noch zwei weitere feste Linien mit Endpunkten in Tunesien und Algerien hinzukommen. Im Rahmen der Beziehungen der DDR und der Volksrepublik Mosambik liefen die Schiffe der DSR im damaligen Ostafrika-Liniendienst die drei Haupthäfen Maputo, Beira und Nacala Provinz Nampula regelmäßig an und im Jahre 1979 wurde hierzu auch ein Seeverkehrsabkommen zwischen beiden Staaten geschlossen.
In den Jahren 1958 bis 1960 übernahm die Deutsche Seereederei erstmals gebrauchte Handelsschiffe aus dem westlichen Ausland. Grundlage dafür bildete der Beschluss des Ministerrats, einen „Valuta- und DM-Fonds Zusatzflotte“ zu bilden. Aus diesem Fonds konnten im Februar 1958 die notwendigen Mittel zum Ankauf der beiden Fracht- und Lehrschiffe Heinrich Heine und Theodor Körner sowie am 18. März 1958 für die Thomas Münzer drei Millionen Niederländische Gulden aufgebracht werden. Es folgte der Frachter Archon Gabriel, der kurz zuvor an der Greifswalder Oie gestrandet war. Nach langwierigen Bergungsarbeiten verzichtete der Eigner auf die ursprünglich geforderte Barzahlung von 10.000 US-Dollar und überließ das Wrack der Deutschen Auslands- und Rückversicherungs-AG (DARAG). Etwa vier Millionen Mark an Kosten für die Reparatur in Gdynia konnten in Złoty, also in sozialistischer Verrechnungswährung, gezahlt werden. Die anschließende Beschaffung der Devisen für vier Frachtschiffe Kap Arkona, Stubbenkammer, Steckenpferd und Stoltera sowie drei Tankschiffe Rositz, Schwarzheide und Lützkendorf wird der Steckenpferd-Bewegung zugeschrieben. Der Seifen- und Parfümhersteller VEB Steckenpferd in Radebeul hatte sich selbst verpflichtet, 100.000 US-Dollar durch zusätzlich Exporte zu erwirtschaften. Daraus entwickelte sich eine breite Initiative zahlreicher Betriebe, die den Ausbau der Handelsflotte durch Übererfüllung ihres jeweiligen Plansoll, dann Export der zusätzlichen Produktion und Spende des in Fremdwährung eingenommenen Ertrags unterstützte. Diese Initiativen waren durch die SED gesteuert.
Ende 1962 bezog die Verwaltung ein repräsentatives Gebäude in der Rostocker Innenstadt in der Langen Straße, das aber 1974 auf Weisung der SED an den FDGB übergeben werden musste und von „Haus der Schiffahrt“ in „Haus der Gewerkschaften“ umbenannt wurde. Bis 1964 arbeiteten bei der DSR 5670 Mitarbeiter und wuchs die Zahl der Schiffe auf 111 an, mit einer Ladefähigkeit von zusammen über 700.000 tdw. Davon stammten 54 Schiffe aus DDR-Werften. Ab 1965 wurden alle Kümos aus der Gründungszeit der DSR wegen Unrentabilität ausgesondert, zudem wurden gebrauchte Schiffe verkauft. Dennoch vergrößerte sich die Gesamtzahl an Schiffen in den folgenden Jahren weiter.
1968 wurden sechs eigenverantwortliche Flottenbereiche gebildet, die von jeweils eigenen Direktoren geleitet wurden, aber einem gemeinsamen Generaldirektor unterstanden.

### VEB Deutfracht/Seereederei Rostock (bis 1990)

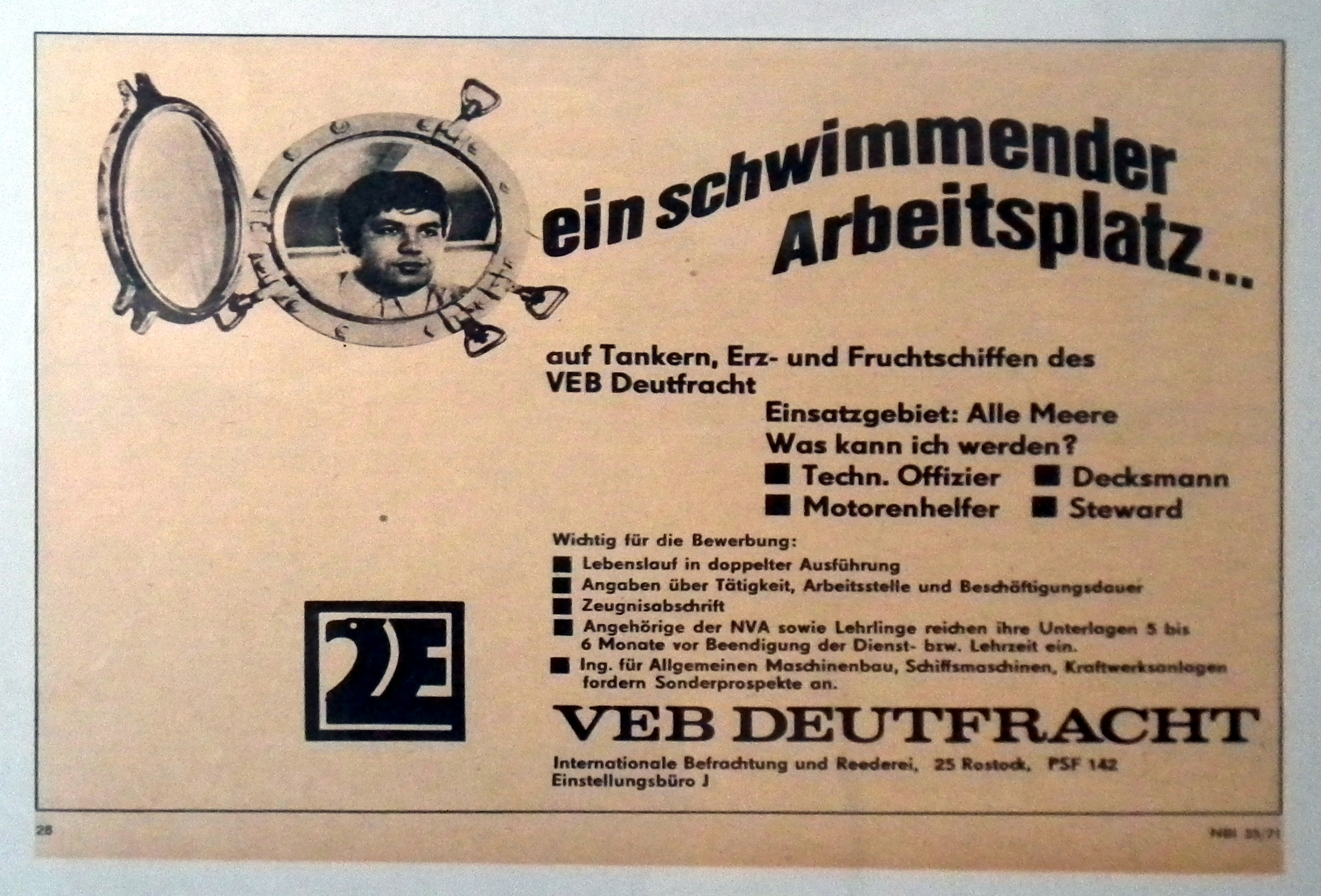
Stellenanzeige des VEB Deutfracht

Am 1. Januar 1970 wurde eine zweite Reederei gegründet. Die Direktion Spezialschifffahrt wurde aufgelöst, die Mitarbeiter wurden zusammen mit den Mitarbeitern der Befrachtungsfirma „VEB Deutfracht Berlin“ in den neuen „VEB Deutfracht - Internationale Befrachtung und Reederei“ überführt. Am 1. Januar 1974 wurden aber mit Gründung des Kombinates Seeverkehr und Hafenwirtschaft (KSH) beide Betriebe unter dem Namen „VEB Deutfracht/Seereederei Rostock“ (DSR) wieder vereinigt. Von den 195 Schiffen im Jahr 1974 stammten 64 aus DDR-Werften, 19 waren Neubauten ausländischer, auch erstmals westeuropäischer Werften. Die Schiffe besaßen eine Kapazität von über 1,7 Mio. tdw. Die DSR hatte über 11.000 Mitarbeiter. Der größte Zuwachs wurde im Bereich der Tanker und Massengutfrachter erreicht.

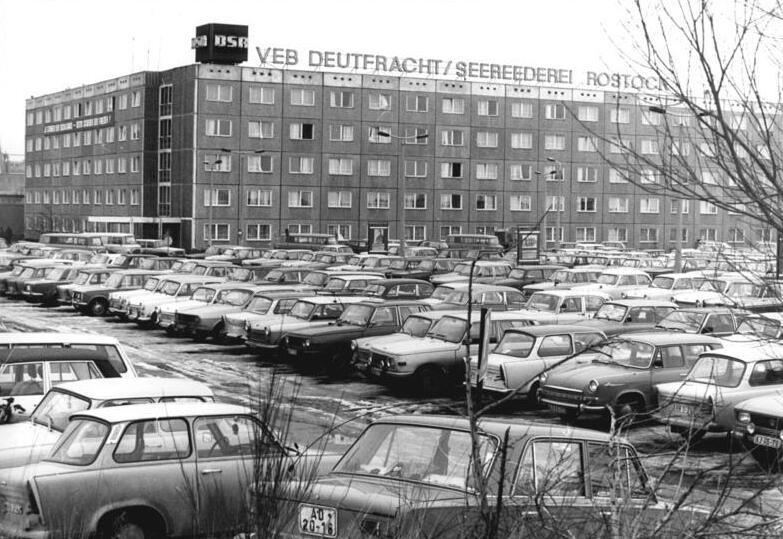
Bürogebäude der DSR im Rostocker Überseehafen (1983)

Der Flottenausbau erlebte 1977–1979 seinen Höhepunkt: Mehr als 200 Schiffe mit 1,9 Mio. tdw. fuhren für die DSR. 1977 waren im Register der Staatsreederei 203 Schiffe notiert. In der Hochzeit unterhielt der Betrieb 28 Liniendienste, mit denen die DSR unter den europäischen Reedereien über das umfassendste Liniennetz verfügte. Ihre Frachter liefen in diesen Jahren Häfen in mehr als hundert Ländern an.
Nach dem Höhepunkt des Flottenausbaus 1979–80 wurde die Anzahl der Schiffe rückläufig und sank bis 1989 auf 161 Schiffe mit einer Kapazität von 1,7 Mio. tdw. Trotz großer materieller und technischer Schwierigkeiten versuchte man Anschluss an moderne Entwicklungen wie den Container- und RoRo-Verkehr zu halten. Mit extremem finanziellen Aufwand wurde mit dem Fährhafen Mukran eine Seeverbindung in die Sowjetunion errichtet. 1984 wurden Flottenbereiche aufgelöst und je vier Absatz- und Einsatzbereiche gebildet. Durch die verschärften Sicherheitsbestimmungen und den massiven Einsatz des MfS gerade unter Seeleuten verschlechterte sich in den 1980er Jahren das Betriebsklima. Die Jahre 1975–1989 waren von politischen Gängelungen und Reglementierungen gekennzeichnet. Durch die Bildung der „Industriekreisleitung der SED Seeverkehr und Hafenwirtschaft“ gelangten immer mehr politische Leiter in Führungspositionen.

### Die Urlauberschiffe
Neben dem Frachtgeschäft übernahm die Deutsche Seereederei auch den Betrieb der Urlauberschiffe des FDGB-Feriendienstes. Ab 1960 zunächst mit der Fritz Heckert und Völkerfreundschaft, ab 1985 mit der Arkona, die zuvor unter dem Namen Astor über die ZDF-Fernsehserie Das Traumschiff bekannt geworden war. Mit dem Aufruf durch einen Vertreter der Werftarbeiter aus Wismar: „Früher sind die Kapitalisten, die reichen Geldsäcke auf solchen Schiffen gefahren. Heute sollen die Arbeiter auf solchen Schiffen fahren“ auf dem V. Parteitag der SED im Juli 1958 startete das Projekt, vor allem im Interesse der Staatsführung und im Hinblick auf das enorme propagandistische Potential. Die Idee eines „Kreuzfahrturlaub[s] für alle, nicht nur für Auserwählte“ konnte die Bevölkerung faszinieren und zwischen 1960 und 1990 sollen knapp dreihunderttausend Urlauber mit den Schiffen gefahren sein.
Die Begeisterung und der Glaube daran, dass durch die Überlegenheit des sozialistischen Wirtschaftssystems auch solcher Luxus bald zum normalen Wohlstand eines Arbeiters zählen würde, trübten sich aber sehr schnell. Die Urlaubsfahrten wurden zur Flucht in den Westen genutzt, so dass bald nur noch Ostblockländer als Reiseziele angelaufen und Landausflüge stark eingeschränkt wurden. Die Beschaffung von Ersatzteilen für die schnell alternden Schiffe gestaltete sich zunehmend schwierig und der finanzielle Aufwand insgesamt war extrem hoch. Um die Verluste wenigstens einigermaßen in Grenzen zu halten, ging die Fritz Heckert schon nach neun Jahren wieder außer Dienst und die Arkona wurde im Winter, wenn kein DDR-Bürger nach Leningrad fahren wollte, zur Devisenbeschaffung in die Bundesrepublik verchartert. Dort war sie im Auftrag der TUI ganz klassisch für Wohlstandsbürger als „Luxusliner“ im Angebot. Dadurch und unter dem Eindruck, dass die Reisen zuletzt häufiger an Partei- und Gewerkschaftsfunktionäre verteilt wurden statt an einfache Arbeiter, standen die Schiffe schließlich im Ruf, vor allem als „Bonzenschaukeln“ unterwegs gewesen zu sein.

### Deutsche Seereederei GmbH
Am 1. März 1990 wurde die „Verordnung zur Umwandlung von volkseigenen Kombinaten, Betrieben und Einrichtungen in Kapitalgesellschaften“ erlassen. Bei der Treuhandanstalt wurden alle erforderlichen Bilanzen eingereicht und die Umwandlung in eine GmbH wurde am 18. Juni 1990 vollzogen. Ende Mai wurde das Kombinat Seeverkehr und Hafenwirtschaft aufgelöst. Zur Währungsunion erfolgten erste Rentabilitätsberechnungen für die DSR. Es zeigte sich, dass ein Überleben des Betriebes realistisch war, wenn massiv Kapazität und Personalbestand abgebaut wurden und eine Anschubfinanzierung erfolgte. Viele reedereiuntypische Einrichtungen mit 1500 Mitarbeitern wurden in die Selbstständigkeit entlassen, um Kosten zu senken. Diese Arbeitsplätze zu erhalten, gelang nicht immer. Von 13.177 Mitarbeitern am 1. Januar 1990 sank die Beschäftigtenzahl bis zum Jahresende auf 9493. Am Jahresende 1991 waren es noch 5328 Mitarbeiter, die Zahl der Schiffe sank auf 100 mit 1,2 Mio tdw.

„Die Deutsche Seereederei Rostock GmbH unterzieht sich seit ihrer Privatisierung am 18. Juni 1990 einem erheblichen Umwandlungsprozeß. Die der Treuhand gehörende Reederei reduziert ihre Flotte von 161 Einheiten mit 1,7 Millionen tdw bei Privatisierung auf etwa die Hälfte dieser Zahlen. Verkauft wurden und werden alle älteren, besatzungsintensiven Schiffe, dazu trennt sich die DSR von vielen, nicht zum Kernbereich Reederei gehörenden Aktivitäten. So wurde z. B. der Fährhafen Mukran ausgegliedert … Beibehalten hat die DSR ihre Bereiche Linien- und Trampfahrt. Aufgegeben wurden dagegen die Kühl-, Tank- und die Schwergutschiffahrt.“

Die Gewerkschaft Öffentliche Dienste, Transport und Verkehr (ÖTV) begleitete die betroffenen DSR-Beschäftigten im Verlaufe der Privatisierung der Deutschen Seereederei Rostock und stellte z. B. auf einem Informationsblatt zu einer Protestkundgebung der ÖTV und der Betriebsräte am 5. Februar 1993 auf dem Hermann-Duncker-Platz vor dem „Haus der Schiffahrt“ das Problem der Ausflaggung der Schiffe und des Billiglohns für Seeleute im Detail dar und schrieb dazu: „Im konkreten Fall „DSR“ heißt das: 648 deutsche Seeleute werden durch billigere Seeleute ersetzt / davon abhängige Landarbeitsplätze gehen ebenfalls verloren / das Arbeitsamt und damit der Staat und die Allgemeinheit tragen alle Folgekosten der Arbeitslosigkeit … durch schlechtere Ausbildung, schlechtere Motivationen u. a. m. verursachte Seeunfälle belasten die Umwelt zum Schaden aller.“
Der Verkauf eines der größten und auch weltweit bekanntesten volkseigenen Betriebe wurde zudem zum Thema im Bundestag: „Die Ungereimtheiten nehmen zu – Fragestunde im Bundestag zur Privatisierung der DSR.“
Am 3. Juni 1993 wurde die DSR schließlich privatisiert. Die Treuhandanstalt entschied sich für einen Verkauf an ein mittelständisches Konsortium, die Investorengruppe Horst Rahe und Nikolaus H. Schües aus Hamburg, die den Bereich Frachtreederei mit der „F. Laeisz Schiffahrtsgesellschaft“ zur Reederei F. Laeisz verschmolz. 47 Schiffe mit einer Kapazität von 917.000 tdw und 3000 Mitarbeiter wurden übernommen.
Die neuen Eigentümer begannen mit der strukturellen Anpassung der Unternehmensteile. Ihre Pläne sahen vor, zunächst die traditionellen Bereiche wie Kreuzschifffahrt und Immobilien auszubauen und gleichzeitig weitere Geschäftsfelder im Dienstleistungsbereich aufzunehmen.
Mit dem Ziel, den Kreuzschifffahrttourismus zu demokratisieren und ihn breiteren Schichten der deutschsprachigen Bevölkerung zugänglich zu machen, entwickelte die DSR ein das „Club-Konzept auf dem Wasser“, was zur Einführung der Marke AIDA – Das Clubschiff. Am 15. August 1994 wurde der Bauvertrag für das erste neu gebaute Kreuzfahrtschiff der DSR geschlossen, das AIDA genannt wurde. Nach der Marktintegration desinvestierte die Deutsche Seereederei im Jahr 2000 die Marke AIDA über einen Verkauf an die britische Reederei P&O.
Die Erfahrungen aus dem Hochseekreuzfahrt-Tourismus wurden von der DSR genutzt, um den bis dahin brach liegenden Markt des Flusskreuzfahrt-Tourismus zu entwickeln. 2002 wurde die Reederei A-ROSA Fluss gegründet. Innerhalb kürzester Zeit vervielfachte sich die Flotte der A-ROSA Flusskreuzfahrtschifffahrt, indem durch ein neuartiges Reise- und Erlebniskonzept neue Zielgruppen erschlossen wurden. Es entstand eine Pauschreise-Produkt auf Flüssen. 2009 verkaufte die DSR das Flusskreuzfahrtgeschäft.
2007 beteiligte sich die Deutsche Seereederei als einziges explizites Schifffahrtsunternehmen an der Fährreederei Scandlines, da sich derzeit im Passagier- und Warenverkehr große Marktpotenziale ergaben. Die Beteiligung wurde im Jahr 2010 erfolgreich verkauft, sodass seit diesem Zeitpunkt keine Schiffe mehr zur Deutschen Seereederei gehören.
Neben dem Kreuzfahrtgeschäft engagierte sich die DSR bereits früh im Hotelmarkt. Angefangen mit dem übernommenen und dann neu gebauten Seemannshotel „Sonne am Neuen Markt“ in Rostock wurde ein wichtiges Standbein der DSR aufgebaut. Der Bereich agierte erfolgreich unter dem Namen ARKONA Hotel. Fünf deutsche Stadthotels wurden in Vertriebsgemeinschaft mit Steigenberger Hotels ab Mitte der 1990er von ARKONA Hotel bewirtschaftet. 1995 baute ARKONA den ersten Ferienclub Deutschlands in Bad Griesbach, Bayern. Besonders erfolgreich waren in dieser Phase auch drei zur Gruppe gehörende Premium-Hotels. Das Hotel NEPTUN in Warnemünde kommt auf Initiative von Horst Rahe schon 1995 hinzu.
In den Folgejahren transferierte die Unternehmensgruppe das Kreuzfahrtschiff-Konzept „an Land“. Der Grundstein für die Marke AROSA wurde 2004 mit der Eröffnung des ersten AROSA Resorts am Scharmützelsee gelegt. Aktuell existieren drei Resorts in Travemünde, Sylt und Kitzbühel.
Im Rahmen eines Management Buy-Out trennte sich die DSR im Jahr 2008 vom unter der Arkona AG angesiedelten Bereich der Stadthotellerie an die heutige arcona Hotels & Resorts.
2013 startete die DSR-Gruppe die Hotelmarke Aja, die den Markt für bezahlbaren, erdgebundenen Wellnessurlaub bedient. In 10 Jahren wuchs die Marke auf sieben Hotels. Ebenfalls im Jahr 2013 startete die Hotelmarke HENRI, bei denen es sich um aus dem Bestand entwickelte Boutique Hotels in größeren Städten handelt. 2022 stieg auch die Marke HENRI in die Ferienhotellerie ein. Die Marke umfasst aktuell sechs Standorte.
Im April 2023 expandierte die Hotelsparte der DSR-Gruppe auch über den DACH-Raum hinaus durch die 75%ige Beteiligung an der italienischen Hotelgesellschaft MIRA Hotels & Resorts mit Sitz in Affi am Gardasee. Ziel der Beteiligung ist es, mit den eigenen Hotelmarken auf dem italienischen Markt zu wachsen. Fokusregionen sind hierbei der Gardasee, die Adria, die Toskana, die italienischen Alpen sowie touristisch geprägte Städte.

### Schiffsverluste
Zwischen 1954 und 1990 waren insgesamt 342 Hochseeschiffe der DSR in Fahrt, davon gingen 14 Schiffe verloren. Bei vier dieser Unfälle kamen in den Jahren 1967 und 1976 insgesamt 52 Menschen ums Leben.
- Im Jahre 1967 sank am 21. September 1967 die Fiete Schulze nach Verrutschen der Ladung in schwerer See, dabei starben 14 Besatzungsmitglieder.
- Nur wenige Wochen später kam es am 25. November nach einer Kollision zum Untergang der Stubbenkammer, ein Steward konnte nicht gerettet werden.
- Am 3. Januar 1976 sank das Küstenmotorschiff Capella nur wenige Seemeilen vor den westfriesischen Inseln im nach ihm benannten Capella-Orkan, alle 11 Besatzungsmitglieder kamen dabei ums Leben.
- Das schwerste Unglück ereignete sich am 14. Oktober 1976 mit dem Untergang des Motortankers Böhlen, dabei fanden 24 Seeleute und zwei mitreisende Ehefrauen den Tod.

## Konzernstruktur ab 2022
Real Estate
Die 100%ige Tochter der DSR GmbH, die DSR Immobilien GmbH, ist ein Entwickler von Ferienhotel-Immobilien in Deutschland. Die Kernkompetenzen liegen vor allem im Projektmanagement von Entwicklungen und Umbauten (Conversion) von Hotels, Resorts und Ferienimmobilien. Zu weiteren Tätigkeiten zählt die Projektsteuerung von FF&E Aufträgen, die Objektabnahme für Investoren und Betreiber und das Erbringen von Dienstleistungen für andere Unternehmensteile. Die Tochtergesellschaft DSR Asset Management ist zuständig für das technische und kaufmännische Facility Management in den Hotels der DSR-Gruppe, sowohl während der Projekt- bzw. Bauphase als auch während des Betriebs. Neben den Hotels der DSR-Gruppe betreut das Unternehmen auch weitere Dritt-Immobilien. Zum Immobilienbereich der Deutschen Seereederei gehört auch das 50:50 Joint Venture Rubus Development GmbH, das 2021 gemeinsam mit der Implenia AG gegründet wurde. Das Unternehmen setzt konsequent auf die Philosophie des nachhaltigen und modularen Bauens für künftige Immobilienprojekte nach dem ESG Standard und dem Green Deal der Europäischen Union. Dazu gehört vor allem die Entwicklung von Holzmodulen für das Zimmerprodukt der künftigen Green Hospitality-Immobilien. Ende 2021 wurde daher mit einer Produktentwicklung bei der Implenia Schweiz AG begonnen, die von der RUBUS für die Entwicklung eines technisch standardisierten Zimmermoduls beauftragt wurde.
Hotellerie
Die Hotelaktivitäten der Gruppe werden durch die DSR Hotel Holding GmbH geleitet. Hierbei handelt es sich um eine Tochtergesellschaft, des seit Ende 2021 mit der DER Touristik (Rewe Group) existierenden 50:50 Joint Ventures, die DR Hospitality GmbH & Co. KG. Die DSR Hotel Holding GmbH fungiert als zentrale Prozesssteuerungseinheit und ist verantwortlich für das Wachstum der eigenen Hotelmarken. Zu den weiteren Aufgaben zählen die Administration, Finanzen, Personalprozesse und Stakeholder Management mit externen und internen Dienstleistern. Ebenso sind das Kundencenter, Marketing, Vertrieb und das Revenue Management zentral tätig. Für eine zielgerichtete Expansionsstrategie besitzt die DSR Hotel Holding GmbH einen eigenen Development und Preopening Bereich.
Die DSR Hotel Holding tritt als Pächter, Betreiber und Franchisegeber für alle Hotelprojekte der DSR-Gruppe auf. Außerdem ist sie Gesellschafter für Betreiberbeteiligungen. Das Portfolio umfasst derzeit (Herbst 2024) 21 Hotels, wobei vier Hotels der italienischen Beteiligung Mira Hotels & Resorts angehören.
Marken der DR Hospitality:
- A-ROSA Resorts & Hideaways: Kurhaus Binz, Hotel Ceres am Meer in Binz, Strandidyll Heringsdorf, Ostseehotel Kühlungsborn, A-ROSA Sylt, A-ROSA Travemünde, Gothisches Haus Wernigerode, Schlosshotel Kitzbühel (Österreich), Ifen-Hotel Kleinwalsertal (Österreich), Straubinger Grand Hotel in Bad Gastein (Österreich), Thurnher’s Alpenhof in Zürs am Arlberg (Österreich), Lago di Garda (Italien)
- aja Hotels
- HENRI Hotels: Berlin, Düsseldorf, Hamburg, Kitzbühel (Österreich), Wien (Österreich)
- Carls
- Hotel Neptun in Rostock-Warnemünde
- Hotel Louis C Jacob in Hamburg
- Mira Hotels & Resorts
- Urban Nature: St. Peter-Ording und „Badeschloss“ in Bad Gastein (Österreich)[33]

Digital
Die DSR Digital Solutions ist die im Jahr 2021 gegründete Digitalsparte der Deutschen Seereederei. Sie bietet einen One Stop Shop bzw. die Buchungsmöglichkeit für Connected Trips anhand von umweltbewusster An- und Abreise (und weiteren Mobilitätskonzepten), nachhaltig orientierter Hotellerie und authentischen Erlebnissen in den Urlaubsregionen. Dafür nutzt das Unternehmen den selbstentwickelten digitalen Marktplatz 7fridays. Außerdem ist die DSR Digital Solutions Dienstleister für digitale Konzepte der Deutschen Seereederei Gruppe.

## Ehemalige Flotte

### Frachtschiffe (Auswahl)
| Name               | Bauwerft (Bau-Nr.)                                                            | IMO-Nummer | Ablieferung        | Auftraggeber                            | Spätere Namen und Verbleib |
| ------------------ | ----------------------------------------------------------------------------- | ---------- | ------------------ | --------------------------------------- | --- |
| Vorwärts           | Actien-Gesellschaft Neptun, Schiffswerft und Maschinenfabrik in Rostock (214) | –          | 1903               | Dampfschiffsreederei August Cords       | Gebaut als Grete Cords. Erstes Schiff der DSU ab 13. Oktober 1950. Übergabe an DSR zur Gründung. Nach Kesselschaden im Februar 1954 außer Dienst. Anschließend als stationäres Schiff. 1989 in Rostock-Marienehe verschrottet.                                                                                 |
| Fortschritt        | Werft Lebbin                                                                  | –          | 1904               | Pommerscher Industrie-Verein auf Actien | Gebaut als Quistorp IV. 1950 auf Anordnung des Verkehrsministeriums der DDR zur DSU. Übergabe an DSR 1953. Ab 1. November 1954 in Stralsund verschrottet. |
| Rostock            | VEB Neptun, Rostock (206/808)                                                 | 5300833    | 11.10.1954         | VEB Deutsche Seereederei                | Baureihe Kolomna, Außerdienststellung 24. August 1965 Verkauf an Seagull Freighters, 1986 in Perama (Attika) verschrottet. |
| Capella            | VEB Peene-Werft                                                               | 5062106    | 25.05.1961         | VEB Deutsche Seereederei                | Baureihe Kümo 840, Gesunken im Capella-Orkan 3. Januar 1976 auf Position 53°38'N – 06°13E |
| Wismar             | VEB Neptun, Rostock (207/809)                                                 | 5392305    | 18.11.1954         | VEB Deutsche Seereederei                | Baureihe Kolomna, Außerdienststellung 1965 Verkauf an Albatros Freighters. 1976 in Sues verschrottet. |
| Thomas Müntzer     | William Doxford & Sons, Pallion, Sunderland (639)                             | 5359470    | 1937               | Nolisement S.S. Co.                     | Gebaut als Forest, Schwesterschiff der Steckenpferd. Als Haulerwiyk am 10. März 1958 an DSR übergeben. Außerdienststellung 30. April 1968 und Verkauf an Kourion Cia. Nav. S.A., 1978 in Pakistan verschrottet.                                                                                                |
| Heinrich Heine     | J. Cockerill S. A., Hoboken (656)                                             | 5145855    | 1. Juli 1938       | Compagnie Maritime Belge S.A.           | Gebaut als Mar del Plata, ab 26. März 1958 im CUBALCO-Einsatz bei DSR Außerdienststellung am 2. Mai 1968, Verkauf an Loyna Cia. Navigation S.A. als Cleo II. Ab 25. Januar 1973 in Kaohsiung verschrottet. |
| Theodor Körner     | J. Cockerill S. A., Hoboken (654)                                             | –          | März 1938          | Compagnie Maritime Belge S.A.           | Gebaut als Copacabana, bei DSR zunächst UNIAFRICA-Dienst, ab 1. November 1962 CUBALCO. Außerdienststellung am 28. Februar 1968, Verkauf an Altis Cia. Nav. S.A. als Nedi II. Ab 23. Dezember 1972 in Kaohsiung verschrottet.                                                                                   |
| Ernst Moritz Arndt | California Shipbuilding Corp., Los Angeles (224)                              | 5105946    | 28. Juli 1943      | War Shipping Administration             | Gebaut als Liberty-Frachter Vernon L. Kellogg, als Archon Gabriel im Januar 1958 auf Grund gelaufen. Geborgen, repariert und ab 31. Januar 1960 für DSR im Einsatz. Verkauf im Sommer 1968 an Spiritath Cia. Navigation S.A. und Dienst unter dem Namen Kypros bis zur Verschrottung im August 1971 in Taiwan. |
| Kap Arkona         | Kockums, Malmö (284)                                                          | 3008817    | 27. Mai 1946       | Rederi A/B Activ Mgr. Stig Gorthon      | Gebaut als B.O. Börjesson, ab 12. November 1958 bei DSR. Am 19. Januar 1964 gesunken. |
| Stubbenkammer      | Kockums, Malmö (285)                                                          | 3008916    | 22. September 1947 | Rederi A/B Gylfe, Mgr. Stig Gorthon     | Gebaut als Tilia Gorthon, ab 17. Dezember 1958 bei DSR. Am 25. November 1967 gesunken. |
| Steckenpferd       | William Doxford & Sons, Pallion, Sunderland (628)                             | 5339468    | 21. Juli 1936      | Reederei Sea Steamship Co.              | Gebaut als Skipsea. Nach versch. Eigentümern ab 5. Januar 1959 bei DSR. Am 20. Februar 1968 verkauft an Soloi Cia. Nav. S.A., Panama. 1973 in Kaohsiung verschrottet. |
| Stoltera           | Kockums, Malmö (283)                                                          | 5341265    | 9. April 1946      | Rederi A/B Gefion, Mgr. Stig Gorthon    | Gebaut als Nils Gorthon, ab 26. Februar 1959 bei DSR. Am 1. Dezember 1970 verkauft an L. R. Johansen, Norwegen. 1980 bei Gadani verschrottet. |
| Rositz             | De Groot & Van Vliet, Slikkerveer (246)                                       | 5300194    | 15. September 1944 | Kriegsmarine                            | Gebaut als Ems (unfertig). Fertigstellung und Umbau 1952 in der Beckmannwerft, Cuxhaven. Ab 28. März 1960 bei DSR. Am 1. Januar 1967 Übergabe zur Bunkerflotte an VEB Minol. Nach versch. Eignern im Mai 1984 nach Brand gesunken.                                                                             |
| Schwarzheide       | Kockums, Malmö (288)                                                          | 5315620    | 9. Juli 1947       | Rederi A/B Svea                         | Gebaut als Gauthiod. Ab 30. April 1960 bei DSR. Am 15. Januar 1969 an Recuperaciones Submarines SA., Santander verkauft. 1969 in Santander verschrottet. |
| Lützkendorf        | Kockums, Malmö (286)                                                          | 5214931    | 15. Januar 1946    | Rederi A/B Saturnus Mgr. Eman Högberg   | Gebaut als Securus. Ab 17. Juni 1960 bei DSR. Am 28. Januar 1969 stillgelegt und 1970 verschrottet. |
| Zschopau           | Öresundsvarvet, Landskrona (121)                                              | 5020160    | 17. Juli 1952      | Rederi A/B Poseidon                     | Gebaut als Antonina. Ab Juni 1965 bei DSR. Im April 1978 verkauft und als Loullia im September 1981 in der Straße von Tiran havariert. |

### Urlauber- und Kreuzfahrtschiffe
| Name               | Bauwerft (Bau-Nr.)                          | IMO-Nummer | Ablieferung       | Auftraggeber               | Spätere Namen und Verbleib |
| ------------------ | ------------------------------------------- | ---------- | ----------------- | -------------------------- | --- |
| Fritz Heckert      | VEB Mathias-Thesen-Werft, Wismar (191)      | 5121835    | 15. April 1961    | FDGB                       | Nach Ablieferung von DSR bereedert. Am 1. Januar 1964 an DSR übergeben. Ab 9. März 1971 bei versch. Eigentümern als Gulf Fantasy. Am 4. März 1999 in Mumbai verschrottet.                                               |
| Völkerfreundschaft | A.B. Götaverken, Göteborg (611)             | 5383304    | 9. September 1946 | Swedish America Line (SAL) | Gebaut als Stockholm. Am 3. Januar 1960 für den FDGB gekauft und von DSR bereedert. Am 19. November 1963 an DSR übergeben. Verkauf an Neptunus Rex Enterprise 1985. Seit 2013 als Azores bei Cruise & Maritime Voyages. |
| Arkona             | Howaldtswerke-Deutsche Werft, Hamburg (165) | 8000214    | 16. Dezember 1981 | HADAG Cruise Lines         | Gebaut als Astor. Ab 28. August 1985 bei DSR. Flaggenwechsel und Umschreibung auf die GmbH am 18. Juni 1990. |

| Name     | Bauwerft (Bau-Nr.)                          | IMO-Nummer | Ablieferung       | Auftraggeber         | Spätere Namen und Verbleib |
| -------- | ------------------------------------------- | ---------- | ----------------- | -------------------- | --- |
| Arkona   | Howaldtswerke-Deutsche Werft, Hamburg (165) | 8000214    | 16. Dezember 1981 | HADAG Cruise Lines   | Ab 1991 in Vollcharter für TUI/Seetours. 1994 an DSR-Tochter 1. Passagierschiffahrts GmbH übertragen. Verkauf am 18. Dezember 1997 an Ariane Shipping Co. Ltd., Monrovia. Seit 2013 als Saga Pearl II bei Saga Cruises.                                                       |
| Astra II | Helsingør Skibsværft, Helsingør (404)       | 7346934    | 9. September 1974 | Royal Cruise Line    | 1994 Ankauf durch DSR-Tochter Astra II Shipping Ltd., Nassau Als Bareboat-Charter an Caravella Shipping Co., Moskau, im Einsatz für Neckermann. Verkauf an Liberty Investment Worldwide Management Ltd., Bahamas im Jahr 2000. Ab 2004 bei versch. Eignern als Macau Success. |
| AIDA     | Kvaerner Masa Yards AB, Turku (1337)        | 9112789    | 4. Juni 1996      | Deutsche Seereederei | An DSR-Tochter Seetours International zur Bereederung übergeben. 1999 verkauft, ab 2001 als AIDAcara für versch. Eigner unter der Marke AIDA Cruises. |

## Trivia
Im Jahre 1977 wurde die DSR insbesondere durch die TV-Serie Zur See allen maritim interessierten Zuschauern auch im „Binnenland“ bekannt.